# Казангуловська сільська рада
Казангу́ловська сільська рада (рос. Казангуловский сельский совет) — муніципальне утворення у складі Давлекановського району Башкортостану, Росія. Адміністративний центр — село Казангулово.

## Населення
Населення — 1088 осіб (2019, 1283 в 2010, 1212 в 2002).

## Склад
До складу поселення входять такі населені пункти:
| Населений пункт     | Населення, осіб (2002) | Населення, осіб (2010) |
| ------------------- | ---------------------- | ---------------------- |
| Ісмагілово, село    | 137                    | 150                    |
| Казангулово, село   | 382                    | 441                    |
| Калиновка, присілок | 22                     | 42                     |
| Новояппарово, село  | 411                    | 408                    |
| Старояппарово, село | 260                    | 242                    |